# Stała (matematyka)

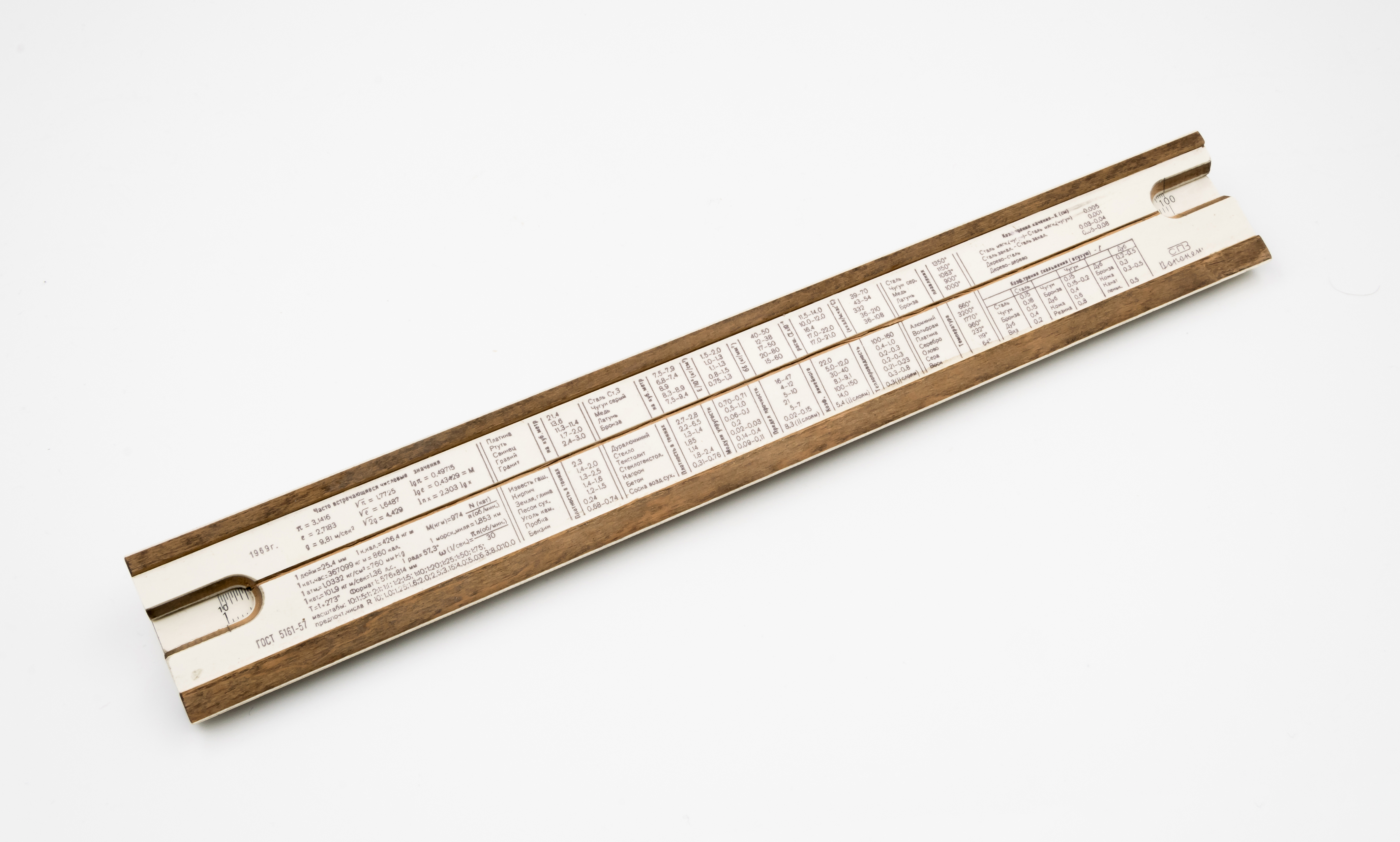
Spód suwaka logarytmicznego z niektórymi stałymi

Stała – pewien symbol, któremu przyporządkowana jest określona zdefiniowana wartość. Ścisła definicja uzależniona jest od dziedziny matematyki, w której obiekt jest stosowany.

## Arytmetyka
W arytmetyce stałą nazywa się po prostu pewne konkretne liczby, np. π lub e.

## Algebra
W algebrze uniwersalnej stałą jest pewien symbol funkcyjny odpowiadający funkcji zeroargumentowej – funkcja taka nie pobiera argumentów i zawsze „zwraca” tę samą wartość. Jest to więc szczególny typ funkcji i z tego powodu stałe traktuje się często jako pewne specjalne obiekty algebry niebędące funkcjami.